# Арканзас
Арканза́с (также Арка́нзас; англ. Arkansas, американское произношение: [ˈɑːrkənsɔː] (слушать)о файле) — штат на юге США, находится в Юго-Западном регионе, в 2021 году население составило 3 042 231 человек, занимает 34-е место среди штатов США. Название штата пришло из языка индейцев осейджи, которые называли так своих соседей — сиуское племя куапо.
Разнообразие географии штата простирается от горных районов гор Озарк и Уошита до густых лесов на юге и до восточных низменностей вдоль реки Миссисипи.
Арканзас также занимает 29-е место по площади среди штатов США, столица и крупнейший город — Литл-Рок, расположившийся в центральной части штата, центр бизнеса, культуры и правительства. Север штата, включая города Фейетвилл-Спрингдейл-Роджерс и Форт-Смит являются центрами населения, образования и экономики. Крупнейший город на востоке штата — Джонсборо. Крупнейший город на юге штата — Пайн-Блафф.
Ранее бывшей частью Французской Луизианы и Луизианской покупки, Территория Арканзас была присоединена к Союзу 15 июня 1836 года. Большая часть востока штата была использована для хлопковых плантаций, и землевладельцы во многом надеялись на труд афроамериканских рабов. В 1861 году, Арканзас отделился от Союза и присоединился к Конфедеративным Штатам Америки, во время Гражданской войны. После возвращения в Союз в 1868 году, Арканзас стал страдать в экономическом отношении из-за чрезмерной зависимости от плантационной экономики. Хлопок оставался ведущим товаром, а рынок хлопка снизился. Поскольку фермеры и бизнесмены не переквалифицировались, а инвестиции в промышленность были небольшими, штат сильно отставал в экономическом плане. В конце 19 века штат принял различные законы Джима Кроу, чтобы лишить избирательных прав и сегрегировать афроамериканское население. Во время движения за гражданские права 1950-х и 1960-х годов, Арканзас и особенно Литл-Рок были главными местами, прилагавшие усилия по интеграции школ.
Интересы белых доминировали в политике Арканзаса с лишением избирательных прав афроамериканцев и отказом перераспределить законодательные органы. Только после того, как федеральное законодательство было принято, у большего количества афроамериканцев появилась возможность голосовать. Верховный суд отменил господство сельских жителей на Юге и в других штатах, которые отказались перераспределить законодательные собрания своих штатов или сохранили правила, основанные на географических округах. В знаменательном постановлении «один человек — один голос» говорилось, что штаты должны организовывать свои законодательные собрания по округам, в которых проживает примерно равное население, и что они должны переопределяться по мере необходимости после переписи каждого десятилетия.
После Второй мировой войны в 1940-х годах, Арканзас начал менять направление своей экономики и стал процветать. В 1960-х годах, штат стал базой корпорации Walmart, крупнейшей в мире компании по выручке, со штаб-квартирой в Бентонвилле. В 21 веке, экономика Арканзаса основана на сфере услуг, самолётах, птицеводстве, сталелитейной промышленности и туризме, а также на важных товарных культурах хлопка, сои и риса.
Культуру Арканзаса можно наблюдать в музеях, театрах, романах, телешоу, ресторанах и спортивных комплексах по всему штату. К числу известных уроженцев штата можно отнести политика и защитника образования Уильяма Фулбрайта; бывшего президента Билла Клинтона, который также был 40-м и 42-м губернатором Арканзаса; генерала Уэсли Кларка, бывшего верховного главнокомандующего объединёнными силами НАТО; основателя и магната Walmart Сэма Уолтона; певцов и авторов песен Джонни Кэша, Чарли Рича, Джимми Дрифтвуда и Глена Кэмпбелла; актёра-кинорежиссёра Билли Боба Торнтона; поэта К. Д. Райт; физика Уильяма Л. Макмиллана, пионера исследований сверхпроводников; поэтессу-лауреата Майю Энджелоу; Дугласа Макартура; известного музыканта Эла Грина; актёра Алана Лэдда; баскетболиста Скотти Пиппена; певца Ни-Йо; Челси Клинтон; актрису Шерил Андервуд; и автора Джона Гришэма.

## Этимология
Название «арканзас» первоначально относилось к реке Арканзас. Оно происходит от французского термина Arcansas, термина во множественном числе для французской транслитерации слова «аканса», названия для народа куапо. Это были люди, говорящие на языке дхегиха-сиуан, которые поселились в Арканзасе примерно в 13 веке. Аканса, вероятно, также является корневым термином для Канзаса, который был назван в честь родственных им людей канза.
Это имя произносится и пишется по-разному. В 1881 году законодательный орган штата определил официальное произношение Арканзаса, в котором последняя буква «s» не произносится (как во французском языке). Между двумя сенаторами штата возник спор по поводу произношения. Один предпочитал ɑːrkənsɔ (AR-kən-saw), другой ɑːrˈkænzəs (ar-KAN-zəs).
В 2007 году законодательный орган штата принял резолюцию, не имеющую обязательной силы, в которой объявлялось, что притяжательная форма названия штата - Arkansas's, чему всё чаще следует правительство штата.

## История

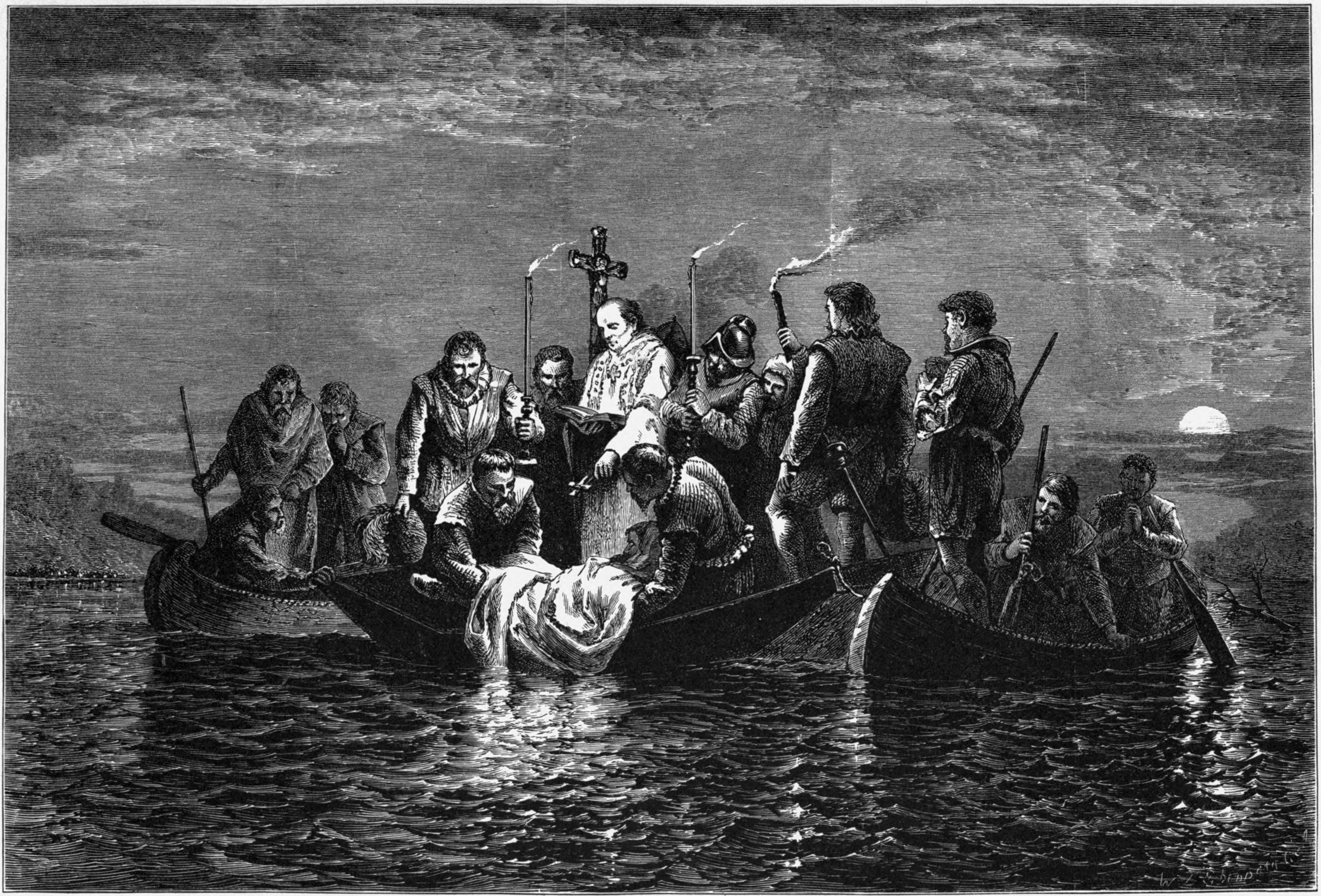
Похороны Эрнандо де Сото

### Ранний Арканзас
До открытия Северной Америки европейцами, территорию нынешнего Арканзаса веками заселяли коренные народы: кэддо, осейджи и куапо. Первым из европейцев, чья нога ступила на земли Арканзаса, был испанец Эрнандо де Сото, который в 1541 году пересек реку Миссисипи и прошел через центральный Арканзас и горы Озарк. Среди последующих исследователей были французы Жак Маркетт и Луи Жолье в 1673 году и французы Робер Ла Саль и Анри де Тонти в 1681 году. Тонти основал пост Арканзас в деревне куапо, что является первым европейским поселением на территории нынешнего штата. Поселенцы, такие как меховые торговцы, поселились в Арканзасе в начале XVIII века. Они использовали пост Арканзас в качестве базы и перевалочного пункта. В колониальный период, Арканзас переходил из рук в руки между Испанией и Францией после Семилетней войны, хотя ни та, ни другая не проявляли интереса к посту. В апреле 1783 года, на территории Арканзаса произошло единственное сражение Американской войны за независимость, короткая осада поста британским капитаном Джеймсом Колбертом, при помощи чокта и чикасо.

### Покупка Соединёнными Штатами Америки

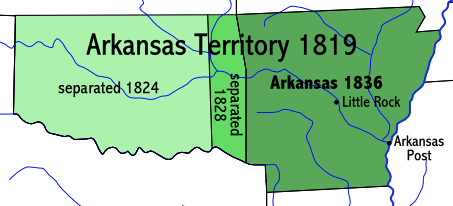
Изменение границ Территории Арканзас

Наполеон Бонапарт продал Французскую Луизиану в 1803 году, включая всю территорию Арканзаса в результате сделки, известной сегодня как Луизианская покупка. Французские солдаты оставались в посте Арканзас в качестве гарнизона. После покупки, сбалансированные отношения между поселенцами и коренными народами начали меняться во всех западных территориях, включая Арканзас. 4 июля 1819 года, после долгих споров относительно сохранения рабства, была образована Территория Арканзас. Вопрос об использовании труда рабов на долгие годы разделял юго-восток, где рабы использовались для уборки урожая на плантациях, и холмистый северо-запад, где хлопок не выращивался и получили распространение фермерские хозяйства.
Поскольку американцы европейского происхождения расселились по всему Восточному побережью и на Среднем Западе, в 1830-х годах правительство Соединенных Штатов вынудило многие индейские племена переселиться в Арканзас и на территорию индейцев к западу от реки Миссисипи. Столица была перенесена из Пост-Арканзаса в Литл-Рок в 1821 году, когда Арканзас имел статус территории.

### Принятие статуса штата
15 июня 1836 г. Арканзас вошёл в состав Союза (25-й по счету) как рабовладельческий штат (13-й по счету) с населением примерно в 60,000 человек. У нового правительства Арканзаса появились проблемы с налогообложением, которые усугубилась банковским скандалом штата и паникой 1837 года.

### Гражданская война и реконструкция
В довоенном Арканзасе, рабовладельческая экономика быстро развивалась. Накануне Гражданской войны в США в 1860 году, порабощенные афроамериканцы насчитывали 111 115 человек, что составляло чуть более 25 % населения штата. Плантационное сельское хозяйство на десятилетия отстало от нации в штате и регионе. Богатство плантаторов юго-восточного Арканзаса вызвало политический раскол между северо-западом и юго-востоком.
Многие политики были избраны на должности из семьи Конвей-Джонсон, политической силы в довоенном Арканзасе. Жители вообще хотели избежать гражданской войны. Когда в начале 1861 года многие рабовладельческие штаты отделились, Арканзас проголосовал за то, чтобы остаться в Союзе. Арканзас не отделялся до тех пор, пока Авраам Линкольн не потребовал отправить арканзасские войска в Форт-Самтер для подавления там восстания. 6 мая съезд штата проголосовал за прекращение членства Арканзаса в Союзе и присоединение к Конфедеративным Штатам Америки.
Арканзас занимал очень важную позицию для повстанцев, сохраняя контроль над рекой Миссисипи и окружающими южными штатами. Кровавая битва при Уилсонс-Крик прямо на границе в штате Миссури потрясла многих жителей Арканзаса, которые думали, что война станет быстрой и решающей победой южан. Сражения в начале войны происходили на северо-западе Арканзаса, включая битву при Кейн-Хилл, битву при Пи-Ридж и битву при Прери-Гроув. Генерал Союза Сэмюэл Кертис пронесся через штат к Хелене в Дельте в 1862 году. Литл-Рок был захвачен в следующем году. Правительство перенесло столицу Конфедерации штата в Хот-Спрингс, а затем снова в Вашингтон с 1863 по 1865 год, до конца войны. По всему штату партизанская война опустошила сельскую местность и разрушила города. Страсть к делу Конфедерации угасла после реализации таких программ, как призыв в армию, высокие налоги и военное положение. Во время войны штат снарядил для армии Конфедерации несколько полков. В частности, 3-й арканзасский пехотный полк прошел все основные сражения войны на восточном театре.
В соответствии с Законом о военной реконструкции, Конгресс объявил Арканзас восстановленным в составе Союза в июне 1868 года. Контролируемый республиканцами законодательный орган по восстановлению установил всеобщее избирательное право для мужчин (хотя и временно лишил избирательных прав бывших офицеров армии Конфедерации, которые все были демократами), систему государственного образования для черных и белых и принял общие вопросы, чтобы улучшить состояние и помочь большему количеству населения. Вскоре штат перешел под контроль радикальных республиканцев и юнионистов, и во главе с губернатором Пауэллом Клейтоном, они руководили периодом больших потрясений, когда сторонники Конфедерации и Ку-клукс-клан боролись с новыми событиями, особенно с избирательными правами для афроамериканцев.

### Конец Реконструкции
В 1874 году политическая борьба между фракциями Республиканской партии, так называемая «война Брукса-Бакстера», ошеломило Литл-Рок и правительство штата. Конфликт был отрегулирован только тогда, когда президент Улисс С. Грант приказал Джозефу Бруксу разогнать своих воинствующих сторонников.
После «войны Брукса-Бакстера» была ратифицирована новая конституция штата, вновь предоставившая избирательные права бывшим конфедератам.
В 1881 году законодательный орган штата Арканзас принял закон, в котором было принято официальное произношение названия штата, для борьбы с назревавшими тогда спорами.
После Реконструкции государство стало принимать больше иммигрантов и переселенцев. Китайские, итальянские и сирийские мужчины были наняты для сельскохозяйственных работ в развивающемся регионе Дельты. Никто из этих рабочих долго не задерживался на сельскохозяйственных работах; китайцы особенно быстро стали мелкими торговцами в городах вокруг Дельты. Многие китайцы стали настолько успешными торговцами в маленьких городках, что смогли обучать своих детей в колледжах.

## География

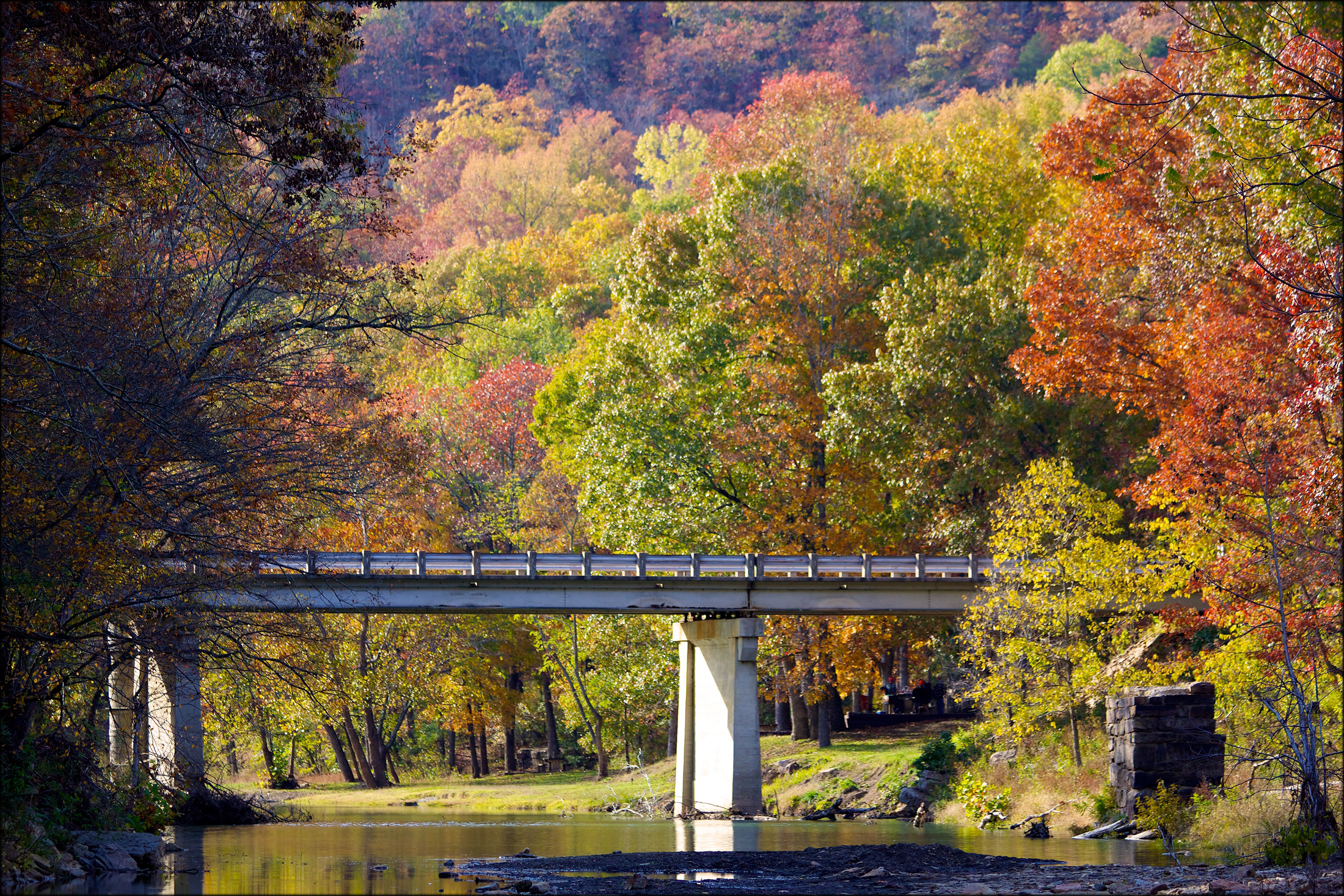
Осень в Арканзасе. Мост Логово дьявола

### Границы

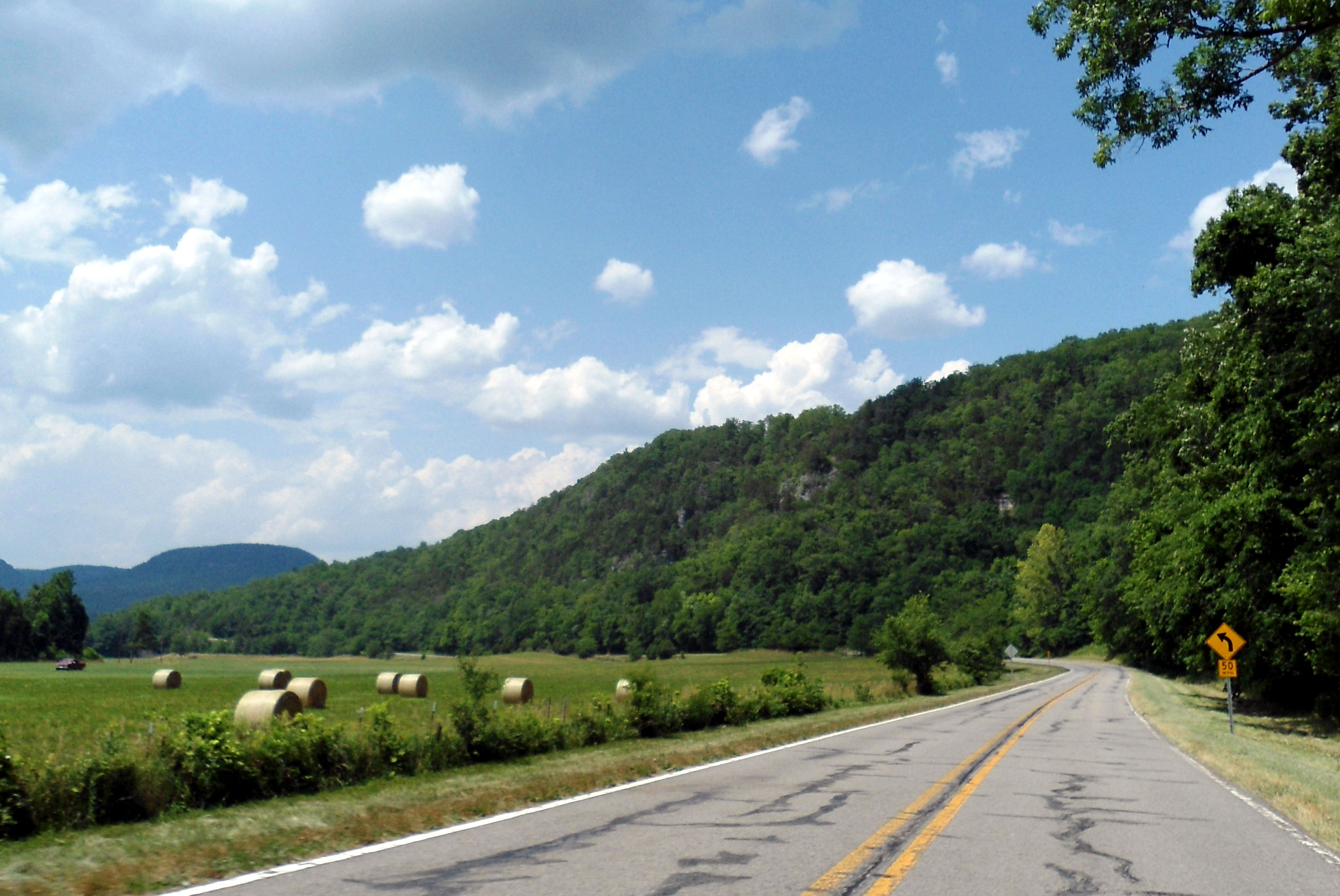
Округ Ньютон

Площадь Арканзаса составляет 137 732 км² (29-е место среди штатов). На юге штат граничит с Луизианой, на западе с Техасом и Оклахомой, на востоке с Теннесси и Миссисипи, на севере с Миссури. Бюро переписи населения США классифицирует Арканзас как южный штат, подкатегория юго-западные центральные штаты. Большая часть восточной границы штата проходит по реке Миссисипи, за исключением округов Грин и Клей, где границей со штатом Миссури служит река Сент-Франсис, а также в десятках мест, где текущее русло Миссисипи в результате меандрирования отклонилось от старого, служащего границей в силу закона. Во многих местах восточная граница штата определена примерно из-за изменений русла реки.

### Рельеф
Условно Арканзас можно разделить на две половины — возвышенности северо-запада и низменности юго-востока. Возвышенности северо-запада являются частью южных внутренних нагорий США, которые включают плато Озарк и горы Уошито. Низменности юго-восточной половины штата включают прибрежные равнины Мексиканского залива и дельты Арканзаса. На территории Арканзаса выделяют семь природных регионов: плато Озарк, горы Уошито, долина реки Арканзас, прибрежные равнины Мексиканского залива, возвышенность Кроулис-Ридж, и дельту Арканзаса.

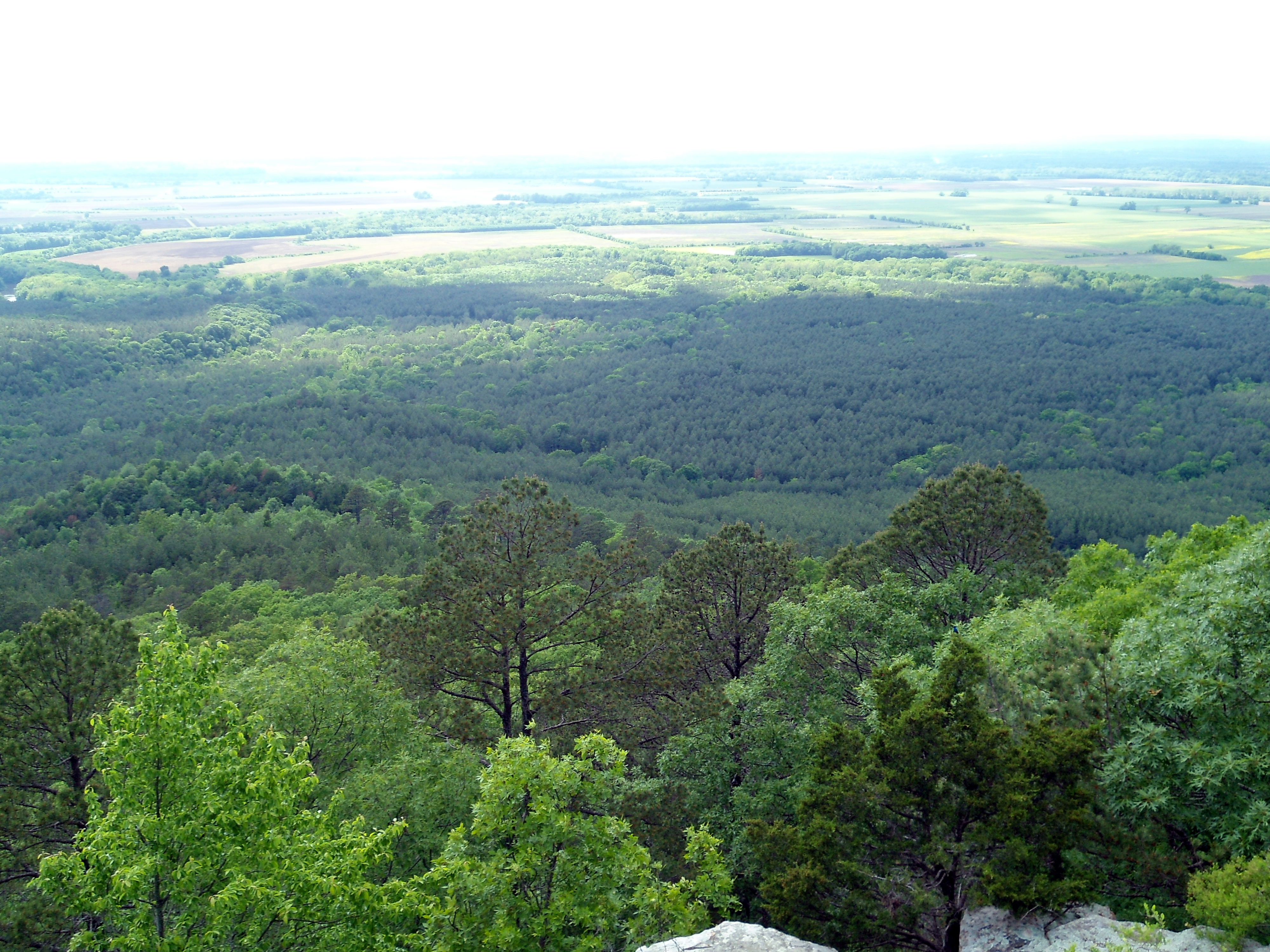
Долина реки Арканзас

Дельтой Арканзаса называют аллювиальные равнины юго-востока штата, прилегающие к реке Миссисипи. Этот регион с практически плоской поверхностью обладает богатыми аллювиальными почвами, сформированными в результате разливов реки Миссисипи. Для Великих прерий юго-востока, расположенных дальше от реки, характерен более волнистый ландшафт. Оба региона являются плодородными сельскохозяйственными районами. Дельту Арканзаса разделяет почти на две равные половины такое необычное геологическое образование как возвышенность Кроулис-Ридж. Узкая полоса холмов, образующая хребет, возвышается от 76 до 150 м над окружающими аллювиальными равнинами.
Северо-запад штата занимает плато Озарк, включающее одноимённые горы. К югу от них расположены горы Уошито. Эти два географических региона разделяет река Арканзас. Эти горные системы являются частью южных внутренних нагорий США — единственной крупной горной страной между горами Аппалачи на востоке и Скалистыми горами на западе. Высшей точкой штата является гора Магазин в горах Уошито высотой 839 метров над уровнем моря.

### Гидрография

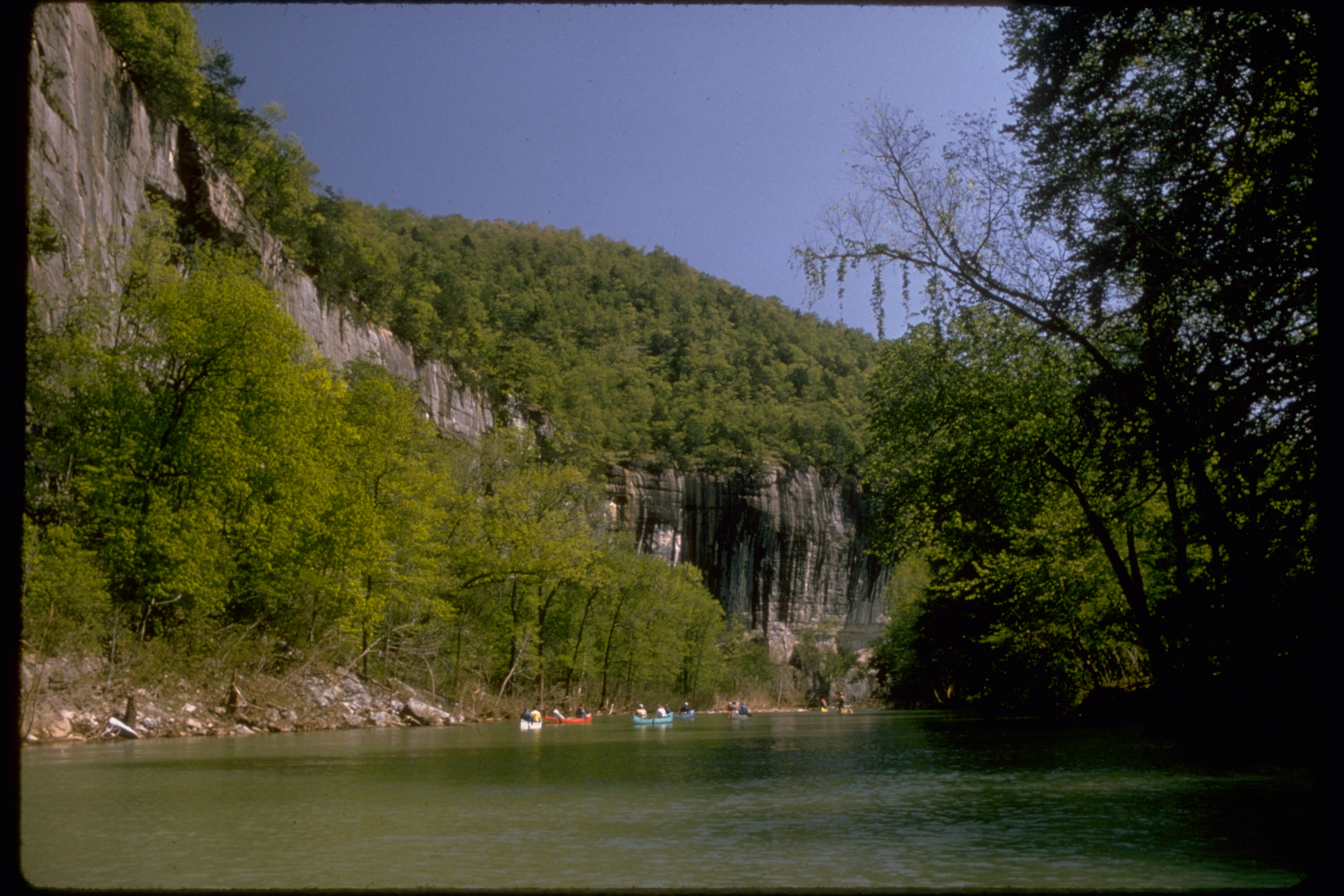
Национальный парк Река Баффало

Штат Арканзас богат водоёмами — реками, озёрами, водохранилищами. Все они относятся к бассейну реки Миссисипи. Основными притоками реки Миссисипи являются реки Арканзас, Уайт-Ривер и Сент-Франсис. Реки Баффало, Литл-Ред-Ривер, Блэк-Ривер и Каш являются притоками реки Уайт-Ривер. Салин, Литл-Миссури и Каддо впадают в реку Уошито, протекающую на юге штата.

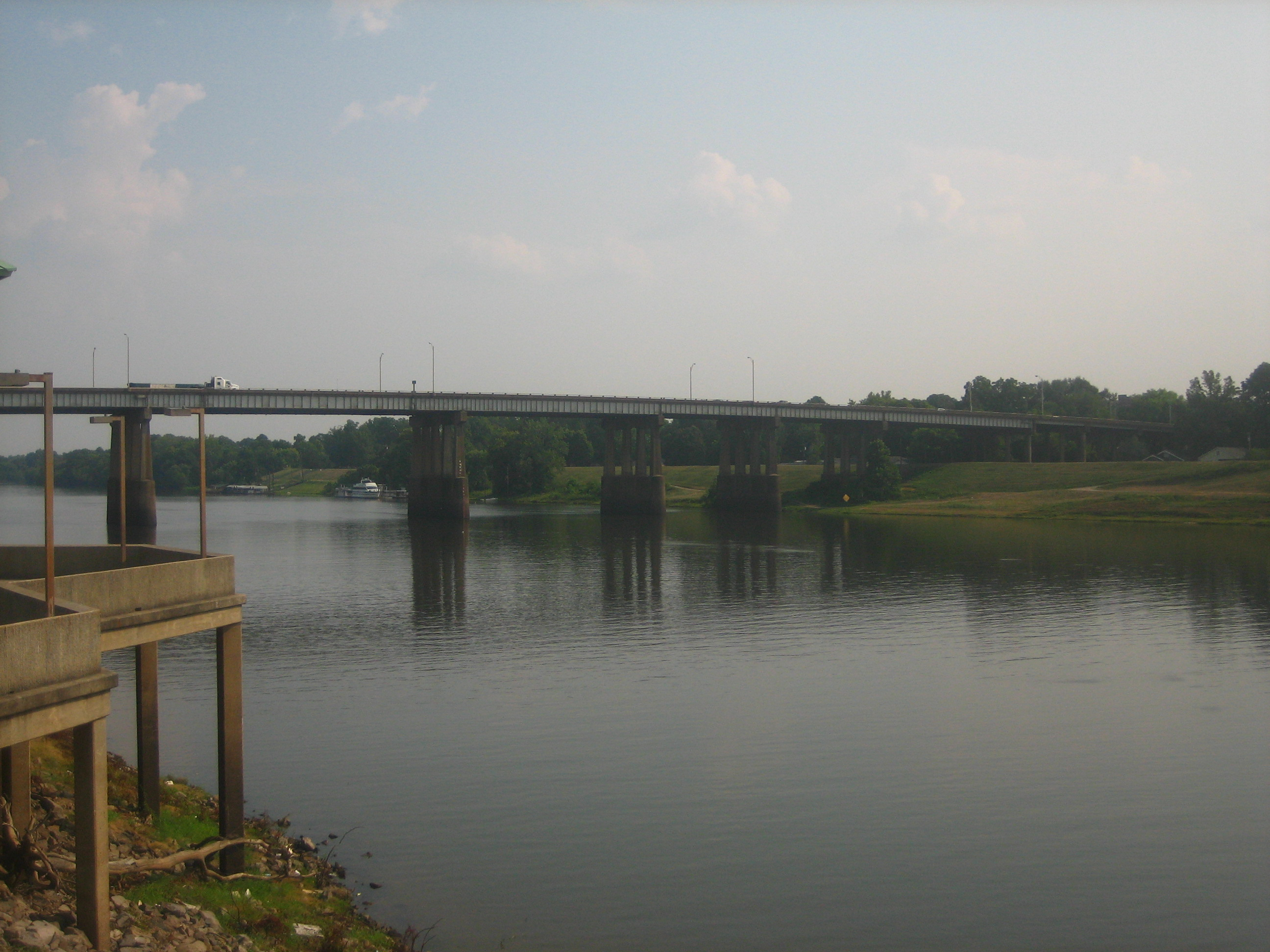
Река Уошито, Монро

Река Ред-Ривер на небольшом отрезке служит границей Арканзаса и штата Техас.
В Арканзасе немного озёр естественного происхождения, но много крупных водоёмов искусственного происхождения — водохранилища Де-Грей, Уошито, Грирс-Ферри и другие

### Климат
Климат влажный субтропический, в горных районах на севере штата — умеренный влажный континентальный. Арканзас, хотя и не выходит к побережью Мексиканского залива, находится достаточно близко к нему, чтобы испытывать сильное влияние этого крупного водоёма. Для Арканзаса характерно жаркое влажное лето и холодная, менее влажная, зима. В Литл-Роке, столице штата, в июле средний максимум составляет 34 °C (93 °F), минимум 23 °C (73 °F). Январский средний максимум составляет 11 °C (51 °F), средний минимум — 0 °C (32 °F). Среднегодовое количество осадков в штате колеблется от 1000 и 1500 мм. Несколько влажнее на юге и суше на севере штата. Снег выпадает достаточно редко, чаще в северной половине штата. Абсолютный максимум температуры для Арканзаса — 49 °C (120 °F) зафиксирован в городе Озарк 10 августа 1936 года. Абсолютный минимум −34 °C (-29 °F) зафиксирован в городе Грейветт 13 февраля 1905 года.
Арканзас известен погодными катаклизмами. Над штатом проносятся грозы, торнадо и снежные бури, выпадает град. В Арканзасе отмечается до 60 дней с грозами.

## Население

Вид на деловой центр Литл-Рока — столицы штата

По оценке Бюро переписи населения США по состоянию на 1 июля 2012 года население штата составило 2 949 132 человек (+ 1,1 % с переписи населения США 2010 года).
С менее чем 15 000 человек в 1820 году население Арканзаса выросло до 52 240 в 1835, превысив требуемые 40 000 для признания штатом. Начиная с получения статуса штата в 1836 году, население увеличивалось в два раза каждые 10 лет вплоть до переписи населения США 1870 года, проведённой после Гражданской войны. В дальнейшем численность населения штата продолжила увеличиваться, за исключением межпереписных периодов, предшествовавших переписям населения 1950 и 1960 годов. Отток населения в эти годы были связаны с воздействием ряда факторов, в том числе механизацией сельского хозяйства, вызвавшей падение уровня занятости и оттоком молодых образованных специалистов в связи с недостаточной степенью развития несельскохозяйственных отраслей экономики. Население штата достигло численности в 2 миллиона человек по данным переписи населения 1980 года.

### Национальный состав
Расовая принадлежность населения: белые — 80,1 % (74.2 % неиспаноговорящие белые), афроамериканцы — 15,6 %, индейцы и коренные жители Аляски — 0,9 %, азиаты — 1,3 % и 1,8 % — лица, указавшие принадлежность к двум и более расам. Испаноговорящие любой расовой принадлежности составляют 6,6 % населения штата. В 2011 году 39,0 % арканзасцев в возрасте до 1 года составляли дети представителей этнических меньшинств
Американцы европейского происхождения составляют абсолютное большинство населения на северо-западе, в Озарке, и в центральной части штата. Афроамериканцы преимущественно проживают на юге и востоке штата. Арканзасцы ирландского, английского и немецкого происхождения преимущественно проживают на крайнем северо-западе, на границе со штатом Миссури.
Жители Арканзаса по происхождению относят себя к:
- англичанам — 20,7 %;
- афроамериканцам — 15,6 %;
- ирландцам — 12,5 %;
- немцам — 11,2 %;
- французам — 2,1 %;
- голландцам — 1,7 %;
- итальянцам — 1,6 %;
- шотландцам — 1,6 %;
- северо-ирландцам — 1,3 %

Многие жители, назвавшие себя «американцами», имеют на самом деле английское или северо-ирландское происхождение, однако их семьи проживают в штате так долго (порой с момента образования штата), что они указывают американское происхождение или не указывают его вовсе. Многие из тех, кто указал ирландское происхождение, на самом деле, имеют северо-ирландское происхождение.
Согласно данным, проведённого в 2006—2008 годах исследования американского общества, 93,8 % жителей Арканзаса (старше 5 лет) разговаривают дома только на английском. Около 4,5 % населения общаются дома по-испански. Около 0,7 % общаются на других индо-европейских языках. Примерно 0,8 % говорит на азиатских языках.

### Религиозная принадлежность
Арканзас, как и многие штаты юга США входит в состав Библейского пояса с преимущественно протестантским населением. В 2000 году крупнейшими церквями по числу последователей являлись: Южная баптистская конвенция (665 307); Объединённая методистская церковь (179 383); Римская католическая церковь (115 967) и Американская баптистская ассоциация (115 916).

## Экономика

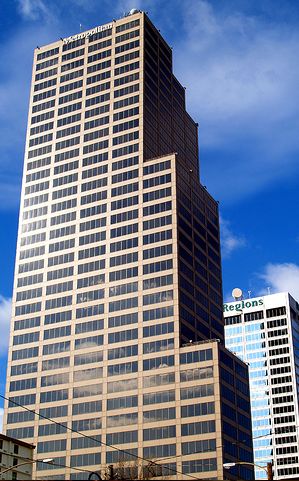
Здание — самое высокое здание в Арканзасе

Валовой внутренний продукт в 2010 году составил 105 млрд $. Шесть компаний из списка Fortune 500 имеют штаб-квартиры в Арканзасе, в том числе компания № 1 в мире розничной торговли Walmart. ВВП на душу населения в 2010 году составил 36 027 $ (45-е место в США). Основная продукция сельского хозяйства штата — птица, яйца, соя, сорго, крупный рогатый скот, хлопок, рис, свинина и молоко. Основные отрасли промышленности — пищевая, производство электрооборудования, готовых металлических изделий, автозапчастей и полиграфическая. В Арканзасе добываются природный газ, нефть, щебень, бром и ванадий. По данным на апрель 2013 года уровень безработицы составил 7,1 %.

### Промышленность и торговля
Изначально главными отраслями штата являлись торговля мехом и сельское хозяйство. Хотя сегодня лишь 3 % населения занято в сельском хозяйстве, оно до сих пор играет важную роль в экономике штата, занимая 13-е место в штате по стоимости реализованной продукции. Штат является крупнейшим в США производителем риса, мяса бройлеров и индеек, входит в ТОР-три для хлопка, курятины и аквакультуры. Штат занимает 4-е место в стране по производству пиломатериалов. Важную часть экономики ранее составляла добыча бокситов, в основном, в округе Сейлин.
Важное значение в экономике штата играет туризм. Официальное прозвище штата — «естественный штат» было разработано в 1970-е в целях популяризации туризма. В штате действует 52 национальных парка штата, а также 7 парков Национальной службы парков США, в том числе первый национальный парк страны — Национальный парк горячих источников. Во многих городах штата проводят фестивали, которые привлекают большое количество туристов.